# Європейські легкоатлетичні ігри в приміщенні 1966
Європейські легкоатлетичні ігри в приміщенні 1966 відбулись 27 березня в Дортмунді у палаці спорту «Вестфаленгалле» на арені з довжиною кола 160 м.

## Призери

### Чоловіки
| Дисципліни                            | Золото                                                       | Золото   | Срібло                                                               | Срібло | Бронза                                                                   | Бронза                                       |
| ------------------------------------- | ------------------------------------------------------------ | -------- | -------------------------------------------------------------------- | ------ | ------------------------------------------------------------------------ | -------------------------------------------- |
| 60 метрів                             | Баррі Келлі Велика Британія                                  | 6,6      | Гайнц Ербштесер НДР                                                  | 6,6    | Віктор Касаткін СРСР                                                     | 6,6                                          |
| 400 метрів                            | Гартмут Кох НДР                                              | 47,9     | Манфред Кіндер ФРН                                                   | 48,3   | Василь Анисимов СРСР                                                     | 49,0                                         |
| 800 метрів                            | Ноель Керролл Ірландія                                       | 1.49,7   | Томаш Юнгвірт Чехословаччина                                         | 1.50,8 | Герберт Міссалла ФРН                                                     | 1.51,0                                       |
| 1500 метрів                           | Джон Веттон Велика Британія                                  | 3.43,8   | Олег Райко СРСР                                                      | 3.46,7 | Ульф Гегберг Швеція                                                      | 3.47,2                                       |
| 3000 метрів                           | Гаральд Норпот ФРН                                           | 7.56,0   | Зігфрід Геррманн НДР                                                 | 7.57,2 | Іштван Кіш Угорщина                                                      | 8.05,0                                       |
| 60 метрів з бар'єрами                 | Едді Оттоз Італія                                            | 7,7      | Майкл Паркер Велика Британія                                         | 7,8    | Гінріх Йон ФРН                                                           | 7,9                                          |
| 4×320 метрів (4×2 кола)               | ФРНЙорг Юттнер Райнер Кюнтер Ганс Райнерманн Єнс Ульбріх     | 2.30,1   | ЧехословаччинаМірослав Верук Юрай Демеч Ладіслав Кржиж Йозеф Троусіл | 2.31,0 | не вручалась (брали участь лише дві команди)                             | не вручалась (брали участь лише дві команди) |
| 160+320+480+640 метрів (1+2+3+4 кола) | ФРНЛеонгард Гендль Вернер Кренке Рольф Крюзманн Юрген Шретер | 3.22,0   | ІталіяБруно Б'янкі Іто Джані Серджіо Оттоліна Серджіо Белло          | 3.22,2 | БельгіяВернер Ойзерс Віллі Вандевінгарден Жорж Вейнантс Альберт ван Горн | 3.27,2                                       |
| Стрибки у висоту                      | Валерій Скворцов СРСР                                        | 2,17     | Вольфганг Шільковські ФРН                                            | 2,11   | Челль-Оке Нільссон Швеція                                                | 2,08                                         |
| Стрибки з жердиною                    | Геннадій Блізнєцов СРСР                                      | 4,90     | Рудольф Томашек Чехословаччина                                       | 4,80   | Райнер Лізе ФРН                                                          | 4,70                                         |
| Стрибки у довжину                     | Ігор Тер-Ованесян СРСР                                       | 8,23 WIB | Армін Баумерт ФРН                                                    | 7,79   | Йоахім Айгенхерр ФРН                                                     | 7,63                                         |
| Потрійний стрибок                     | Шербан Чокіне Румунія                                        | 16,43    | Міхаель Зауер ФРН                                                    | 16,35  | Петр Немшовський Чехословаччина                                          | 16,28                                        |
| Штовхання ядра                        | Вільмош Вар'ю Угорщина                                       | 19,05    | Дітер Гоффман НДР                                                    | 18,25  | Іржі Скобла Чехословаччина                                               | 18,08                                        |

### Жінки
| Дисципліни              | Золото                                                        | Золото   | Срібло                                                                | Срібло | Бронза                                                                      | Бронза |
| ----------------------- | ------------------------------------------------------------- | -------- | --------------------------------------------------------------------- | ------ | --------------------------------------------------------------------------- | ------ |
| 60 метрів               | Маргіт Немешхазі Угорщина                                     | 7,3      | Галина Мітрохіна СРСР                                                 | 7,3    | Мері Ренд Велика Британія                                                   | 7,4    |
| 400 метрів              | Хельга Геннінг ФРН                                            | 56,9     | Лібуше Мацоунова Чехословаччина                                       | 57,2   | Маїв Кайл Ірландія                                                          | 57,3   |
| 800 метрів              | Жужа Сабо Угорщина                                            | 2.07,9   | Карін Кесслер ФРН                                                     | 2.10,8 | Марія Інгрова Чехословаччина                                                | 2.11,6 |
| 60 метрів з бар'єрами   | Ірина Пресс СРСР                                              | 8,1      | Гундула Діль НДР                                                      | 8,4    | Інге Шелль ФРН                                                              | 8,4    |
| 4×160 метрів (4×1 колу) | ФРНРенате Маєр Еріка Рост Ганнелор Траберт Кірстен Роггенкамп | 1.18,4   | ЮгославіяЛіляна Петнярич Мар'яна Лубей Єлизавета Дянич Ольга Шиковець | 1.21,7 | ЧехословаччинаЛібуше Мацоунова Альона Гільчерова Єва Куцманова Єва Легоцька | 1.22,3 |
| Стрибки у висоту        | Йоланда Балаш Румунія                                         | 1,76     | Ольга Гере-Пулич Югославія                                            | 1,73   | Ілія Ганс ФРН                                                               | 1,65   |
| Стрибки у довжину       | Тетяна Щелканова СРСР                                         | 6,73 WIB | Мері Ренд Велика Британія                                             | 6,53   | Гайде Розендаль ФРН                                                         | 6,49   |
| Штовхання ядра          | Маргітта Гуммель НДР                                          | 17,30    | Тамара Пресс СРСР                                                     | 17,00  | Надія Чижова СРСР                                                           | 16,95  |

## Медальний залік
| Місце               | Країна              | Золото | Срібло | Бронза | Загалом |
| ------------------- | ------------------- | ------ | ------ | ------ | ------- |
| 1                   | ФРН                 | 5      | 5      | 7      | 17      |
| 2                   | СРСР                | 5      | 3      | 3      | 11      |
| 3                   | Угорщина            | 3      | 0      | 1      | 4       |
| 4                   | НДР                 | 2      | 4      | 0      | 6       |
| 5                   | Велика Британія     | 2      | 2      | 1      | 5       |
| 6                   | Румунія             | 2      | 0      | 0      | 2       |
| 7                   | Італія              | 1      | 1      | 0      | 2       |
| 8                   | Ірландія            | 1      | 0      | 1      | 2       |
| 9                   | Чехословаччина      | 0      | 4      | 4      | 8       |
| 10                  | Югославія           | 0      | 2      | 0      | 2       |
| 11                  | Швеція              | 0      | 0      | 2      | 2       |
| 12                  | Бельгія             | 0      | 0      | 1      | 1       |
| Загалом (12 збірні) | Загалом (12 збірні) | 21     | 21     | 20     | 62      |

## Відео
- Відеозвіт на YouTube

## Виступ українців
| Чоловіки (3) | Чоловіки (3)         | Чоловіки (3) | Чоловіки (3) |
| Місце        | Атлет                | Дисципліна   | Результат    |
| ------------ | -------------------- | ------------ | ------------ |
| 1            | Геннадій Блізнєцов   | жердина      | 4,90         |
| 3            | Василь Анисимов      | 400 м        | 49,0         |
|              | В'ячеслав Скоморохов | 60 м з/б     | 7,9          |

| Жінки (0)    | Жінки (0) | Жінки (0)  | Жінки (0) |
| Місце        | Атлетка   | Дисципліна | Результат |
| ------------ | --------- | ---------- | --------- |
| не виступали |           |            |           |